# Tagesschlüssel

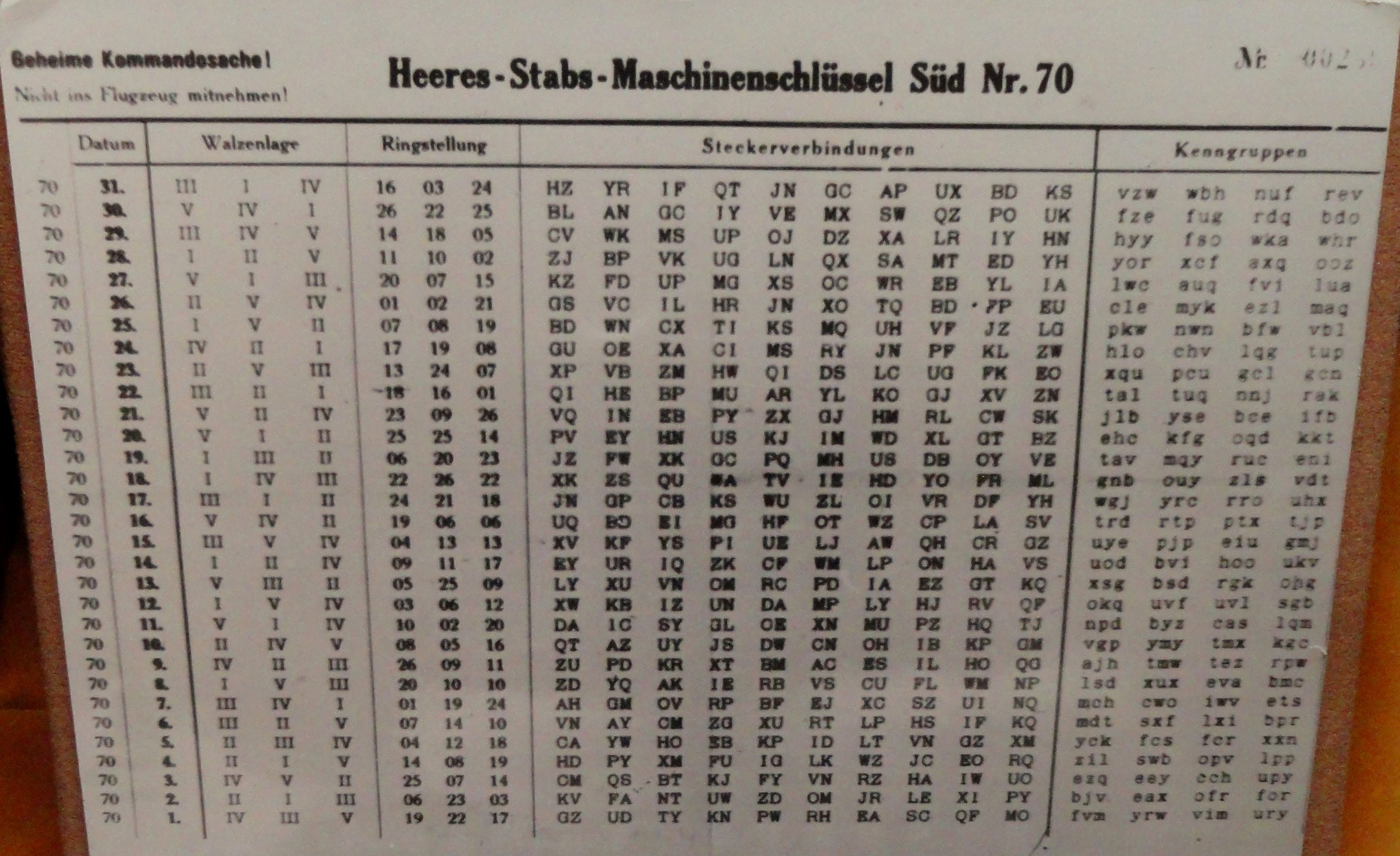
Diese Enigma-Schlüsseltafel des Heeres listet die Tagesschlüssel für „Walzenlage“, „Ringstellung“ und „Steckerverbindungen“ für einen Monat auf.

Als Tagesschlüssel (englisch Daily key) wird in der Kryptologie ein für einen gewissen Zeitraum, zumeist für einen Tag, konstanter und einheitlich zu verwendender kryptographischer Schlüssel bezeichnet.
Er steht damit im Gegensatz zum „Spruchschlüssel“, also dem individuell zu wählenden  Teilschlüssel.
Zumeist werden auch Schlüssel, die für etwas andere Zeitspannen als genau für einen Tag gelten, beispielsweise für acht Stunden oder für zwei Tage, als Tagesschlüssel bezeichnet. In seltenen Fällen verwendet man dafür je nach Geltungszeitraum präzisere Ausdrücke wie 
- Monatsschlüssel,
- Dekadenschlüssel (für zehn Tage),
- Wochenschlüssel oder
- Stundenschlüssel.[4]

Allgemein kann man ihn auch als Zeitschlüssel oder Grundschlüssel bezeichnen.